# Chiquititas (2006)
Chiquititas Sin Fin, também conhecida como Chiquititas 2006, foi a oitava temporada da telenovela infanto-juvenil argentina Chiquititas criada e produzida por Cris Morena. Composta por 170 capítulos, esta temporada especial foi produzida para comemorar os dez anos da primeira temporada da novela e a retomada das relações artísticas entre a produtora e a Telefé após oito anos de divergências. Escrita por Walter Ferreira Ramos e Delia Maunas, e produzida tanto por Cris e a sua produtora, a RGB Entertainment. No resto da América Latina com exceção do Brasil, esta temporada foi exibida pelo Disney Channel, além de Grécia e Espanha. No Brasil, a trama foi exibida pelo SBT, dois anos após a sua produção. Esta temporada recebeu duas adaptações em Portugal e Romênia e serviu como base para um jogo de Wii chamado de Chiquititas: Uma jornada mágica. Tal como as temporadas anteriores uma série de apresentações também aconteceu no Teatro Gran Rex em Buenos Aires.

## Exibição no Brasil
Aproveitando o surpreende sucesso de público registrado por Chiquititas 2000, engavetada por sete anos, os diretores do canal decidiram comprar a oitava e última temporada produzida na Argentina e a a renomear como Chiquititas 2008, a trama foi exibida pelo SBT de 17 de março a 18 de agosto de 2008 com o nome de Chiquititas 2008 sofrendo cortes brutos e sendo exibida em 111 capítulos. Com pequenas variações de horários, a trama de Cris Morena, começou a ser exibida às 19h15 naquelas afiliadas do SBT que não tinham uma faixa dedicada a programação local e começava a ser transmitida 15 minutos mais tarde nestas localidades. Cada capitulo tinha em média 30 minutos. Graças a um ajuste na programação da emissora, em maio começou a exibição passou a ser sincronizada em todas as afiliadas e emissoras da rede a partir as 20h, com a exceção das quartas feiras, onde começava quinze minutos mais cedo devido a exibição do reality-show Astros. No mês seguinte, novos ajustes na programação do canal motivaram a sua exibição a partir das 18h.

## Sinopse
Magalí Garcia é uma empresária fria e rigorosa, que sofre porque no passado, quando terminou os estudos, muito jovem, revelou ao pai  que estava grávida, e rigoroso e querendo tirar o nome da família da lama, Vítor mandou Magalí viver num campo abandonado durante 9 meses, e mandou sua empregada sequestrar o filho de Magalí, colocá-lo num orfanato e mentir que nasceu morto. O plano deu certo, mas a empregada se arrependeu e contou tudo à Magalí, que passou a odiar o pai e procurar o filho. 8 anos depois, tem certeza que seu filho está no Orfanato Dermont, e pode ser Nando, Anita ou Luana. Com a ajuda de sua melhor amiga Lúcia, Magalí vai fingir ser Lili, uma mulher maluca, engraçada e extremamente divertida que vai trabalhar no Orfanato Demont para cuidar das crianças, de graça, e aparentemente é prima de Magalí. Esse é o plano dela para descobrir quem é o seu filho. Lili vai se encantar com as crianças, e será o anjo, a fada, o duende, a mãe de brinquedo, e uma amiga para todas as horas dos órfãos, o lado oposto de Magalí, e de Terezinha, a malvada zeladora dos órfãos, que causa pânico neles, e é vista como uma bruxa. Julieta e Pierre Demont, donos do orfanato e pais dos mimados e convencidos Marcel e Talita Demont, são ambiciosos, perversos, falsos e capazes de qualquer armação para conseguir o que querem: Dinheiro. São gananciosos ao extremo. Kili, o simpático, sedutor e bonitão cozinheiro do Orfanato Demont, se apaixona perdidamente pelo jeito maluco de ser de Lili, e ela também sente que o ama, mas está comprometida com Mateus, o gerente de um banco, que gosta do jeito sério de ser de Magalí, a verdadeira face de Lili. Para complicar a situação, Lili tem que se dividir em duas: Se dedicar ao orfanato tanto quanto se dedica à empresa, como Magalí, ainda mais com a volta de Vítor com sua nova esposa Bárbara. Ainda tem os adolescentes: Miki ama Mosquito, que não percebe seu amor, por gostar de Guta, grande amiga de Miki. Guta, apesar de amar Mosquito, tenta evitá-lo para não magoar seu amigo Josep, que gosta dela. E as crianças Luana, Nando e Anita fazem, com suas trapalhadas e confusões, o Orfanato Demont um verdadeiro rebuliço. Os melhores amigos João Eduardo e Gérson adoram futebol, estão sempre juntos, e adoram preparar armadilhas contra Terezinha, e contra Talita e Marcel.
Fim
Vítor descobre o disfarce da filha, e os dois têm uma longa e esclarecedora conversa. O empresário faz as pazes com Lili/Magalí, e totalmente redimido de suas crueldades, passa a ajudá-la nas investigações. Entretanto, Mateus viaja para os EUA, muito desolado ao descobrir o segredo de Magalí, por quem estava apaixonado, deixando a empresa dos Garcia numa situação complicada. Vítor, Lúcia e Betina viajam para a Europa, na tentativa de convencer o Sr. Von Bouer, pai de Mateus e diretor do banco, a chegar num acordo estável. No caminho, o carro sofre um acidente e Vítor, Lúcia e Betina morrem. A empresa acaba indo à falência, deixando Magalí com uma mão na frente e a outra atrás, e ela ainda é demitida do orfanato. Kili, que já sabe de seu segredo, a ajuda em tudo que é possível, juntamente a Diego, ex-noivo dela e pai de sua filha 'perdida'. Os três confirmam com um exame de DNA que Anita é a filha de Magalí, e ela revela seu segredo aos órfãos, que a princípio se revoltam e a menosprezam, mas depois todos fazem as pazes. Magalí e Kili conseguem a guarda de Luana, e Diego adota Nando. No penúltimo capítulo, Kili pede Magalí em casamento e ela aceita. Os pais de Guta reaparecem vivos, descobrem os golpes de Pierre e conseguem tirar o orfanato do vilão, que termina solitário e sem dinheiro, pois Julieta, Terezinha, Marcel e Talita se mudam para uma fazenda. Guta e Mosquito também ficam juntos,Gato, o pai de Francisco reaparece quando ele toca bateria num concurso, mas logo volta a abandonar o menino,Josep e Paula iniciam um romance, Vale descobre ser irmã de João Eduardo e torna-se boa pelo acontecido, Miki arranja um namorado e Pulga reencontra seu tio e primos. A história se encerra numa emocionante festa de Natal no bairro encerrando a novela.

## Temas recorrentes
- Seqüestro - Vítor ao filho de Magalí e Miguel à Paula.
- Dupla personalidade - Magalí Garcia
- Triângulo amoroso - Lili, Kili e Mateus; Lili, Diego e Kili; Mosquito, Melissa e Guta; Vale, Geraldine e Pulga; Mosquito, Marcel e Guta e Pierre, Julieta e Segundo.
- Quadrado amoroso - Miki, Mosquito, Guta e Josep.
- Corrupção - Julieta e Pierre.
- Golpe - Pierre à família Rossi.
- Separação de casais - Vítor e Bárbara; Julieta e Pierre.
- Conflito familiar - Vítor e Magalí; Paula e Mosquito.
- Crianças de rua - Mosquito e Paula.
- Moda - Melissa e Mosquito.
- Acidente de carro - Lúcia, Vítor e Betina.
- Síndrome do pânico - Josep.
- Mentira obsessiva - Pierre, Julieta, Marcel, Talita, Connie, Melissa, Vale, Gastão e Eugênia.
- Ambição sem limites - Família Demont.
- Maus tratos - Terezinha às crianças; Vítor a Magalí e Connie a Josep.
- Desaparecimento - Pais de Guta.
- Psicopatia - Connie.
- Jornalismo - Betina e Alberto.
- Agressão física - Kili a Pierre; Guta a Melissa; Paula a Vale; Vale a João Eduardo e Julieta a Terezinha.
- Obsessão compulsiva - Connie por Kili e Lili.
- Dívida - Grupo Garcia ao banco dos Von Bouer.

## Elenco
em ordem da abertura da novela
| Ator                | Personagem                                    |
| ------------------- | --------------------------------------------- |
| Jorgelina Aruzzi    | Magali Garcia/Lili                            |
| Gastón Ricaud       | Lucas "Kili" Rodrigues                        |
| Gonzalo Heredia     | Mateus Von Bouer                              |
| María Carámbula     | Júlia "Julieta" Alvarenga Demont              |
| Mariana Briski      | Terezinha Gomes                               |
| Ernesto Claudio     | Vitor Garcia                                  |
| Carolina Quattrocci | Micaela "Miki" Cortez                         |
| Mariana Espósito    | Augusta "Guta/Augustinha" Rossi               |
| Guadalupe Antón     | Ana "Anita" dos Santos                        |
| Facundo Aguilar     | Damião "Josep" Lerner                         |
| Ricardo Aiello      | Manoel Fernando "Nando" Serra                 |
| Camila Castro       | Luana Baroni(Maria)                           |
| Juan Pedro Lanzani  | Nicolas "Mosquito/Quito" Ramirez              |
| Guido Pennelli      | Fernando "Gerson" Bulassini                   |
| Nicole Popper       | Paula Ramirez                                 |
| Stefano de Gregorio | João Eduardo Flores/Manuel                    |
| Luciano Ruiz        | Marcel Demont                                 |
| Gastón Soffritti    | Frederico "Pulga/Fred" Romero                 |
| Delfina Varni       | Talita Estella Demont                         |
| Candela Vetrano     | Valéria "Vale" Sansimon                       |
| Carolina Pampillo   | Bárbara Garcia                                |
| Mariana Richaudeau  | Lúcia Machado                                 |
| Alejo García Pintos | Pierre Demont 'Pedro Omar Demont [Domingues]' |

### Participações especiais
- Sérgio Bermejo - Miguel, pai de Paula
- Brenda Gandini - Connie, ex noiva de Kili
- Beatriz Villacasa - Edwirges, inspetora do juizado de menores
- Eugenia - Eugênia, tia de Guta
- Carlos Mambresi - Gato, pai de Francisco
- Agustín Sierra - Franco, apaixonado por Miki
- Adrian Spinelli - Teodoro Pereli 'Dr.Pereli', juiz de menores
- Geraldine Visciglio - Geraldine, ex-namorada de Pulga
- Camila Baraglio - Camila, amiga de Josep
- Gloria Carrá - Betina, namorada de Vítor Garcia
- Irene Almus - Úrsula, inspetora do juizado de menores
- Micaela Vazquez - Rita, amiga da Connie
- Ana Acosta - Marina, noiva de Gato
- Luiz Diego Ignacio - Diego, ex-namorado de Lili, pai de Anita
- Verónica Pelaccini - Mercedes, tia de Franco
- Ezequiel Cirko - Léo
- Manuel Perez Alvarez - Gastón
- Rocío Aguirre - Rocío

## Perfil dos personagens

### Elenco Adulto
Magali é uma empresária de sucesso ligada à indústria alimentar e de distribuição. 
A sua inteligência e sentido dos negócios ajudou a transformar um pequeno negócio num forte grupo econômico. Magali dedica a sua vida aos negócios e as vezes parece uma mulher fria e distante. Mas ela tem um segredo.  Há oito anos teve um filho que foi roubado. Desde então, ela procura em todos os orfanatos, lares e instituições do país. Agora, parece ter encontrado três candidatos, no orfanato Demont. A sua busca não vai parar desde o momento em que encontra os órfãos mais pequenos. Será incansável na tentativa de descobrir o filho que lhe foi roubado.
Lili é o outro lado de Magali. A empresária séria, conservadora e fria, dá lugar a louca, maravilhosa e divertida Lili. 
E é com esse espírito que ela embarca na aventura de se tornar assistente do orfanato. Imediatamente se torna a melhor amiga dos orfãos. Ela vai ser a conselheira, a amiga, mas também a cúmplice e a companheira de brincadeiras e armações.  Se Lili traz uma nova Luz ao orfanato Demont, o contato com os órfãos vai fazer nascer nela uma nova vida, onde o amor e a esperança dão lugar a amargura e ao pessimismo de Magali.
Kili: Lucas, mais conhecido por Kili, é o cozinheiro do orfanato é o grande aliado das crianças no orfanato Demont. É ele que as protege da Teresinha e dos seus ataques de fúria. Ele cozinha muito bem, adora dançar tango e ter a atenção de todas as mulher da feira, em especial da Julieta Demont, a dona do orfanato. Mas coisas vão mudar com a chegada de Lili. Kili vai apaixonar-se pelo jeito especial da nova assistente do orfanato. Kili também tem um passado que o marcou profundamente. Ele era médico e perdeu um paciente muito querido dele: Pedrinho. Para esquecer esse sentimento de culpa, ele faz um curso de culinária e começa a trabalhar como cozinheiro no orfanato Demont, ecom isso indica que sua chegada ao orfanato não foi por acaso. Mas nessa altura, Kili já tem Lili como uma companheira que vai ajudar a ultrapassar todas as dificuldades.
Mateus: Mateus Von Bauer é filho de um banqueiro suíço que vem fazer um levantamento das contas do Grupo Garcia. 
Acaba se aproximando de Magali e entre os dois nasce uma relação especial. Mateus é um homem bonito, charmoso e cheio de recursos. 
Magali não vai ser a única a se impressionar por ele.
Bárbara: É mulher de Vítor, tem quase a idade de Magali. Casou com Vítor pelo dinheiro e pelo conforto. Mas vive angustiada e a procura de um homem mais novo que Vitor. Vai descobri-lo, mas as consequências da sua traição vão ser imediatas.
Vitor: Vítor Garcia é um produtor agrícola milionário.  Com a ajuda da filha, Magali criou um grupo econômico ligado à indústria alimentar. Vítor é um homem conservador e violento, que não gosta de ser contrariado. Foi ele que tirou o filho de Magali, para evitar o escândalo de ter uma filha com mãe solteira. É capaz de fazer de tudo para proteger a imagem da família.
Lucia é a melhor amiga de Magali e a única que sabe o seu segredo. Apoia ela na procura de seu filho e ajuda ela a manter seu segredo da personagem "Lili" no Orfanato Demont. Lucia é a única pessoa que Magali ouve e a que lhe diz sempre as verdades. São como duas irmãs.

### Elenco infanto-juvenil
Mosquito: Nicolas Ramirez, apelidado por Mosquito, é o mais velho e acaba de chegar ao orfanato com a irmã, Paula. Esteve muito tempo na rua e por isso tem um temperamento agressivo e desconfiado. Mas o convívio com as outras crianças vai ajudá-lo a encontrar o seu lado bom, justo e corajoso. Rapidamente se torna o líder dos rapazes.  A sua postura confiante vai deixar algumas das meninas mais velhas caidinhas por ele. Mas Mosquito só tem olhos para uma.
Guta: Augusta Rossi não é órfã. A melhor amiga de Miki. Os pais, antropólogos, partiram numa expedição para o Peru e queriam que ela fosse para uma colônia de férias de luxo. Ela preferiu ir para um lar de crianças, para aprender o que é não ter família e poder ajudar os outros. Mas o destino trocou as bolas e Guta vai viver na pele o desespero de perder tudo o que tinha por garantido. Agora o orfanato Demont é tudo o que lhe resta. Nunca esteve apaixonada, mas ao conhecer alguém melhor irá descobrir o verdadeiro significado da palavra "amor". 
Paula passou toda a infância na rua, junto com seu irmão Mosquito. Quando a mãe morreu, ela e o irmão fugiram de casa para escapar da violência do pai, que bebia demais. Paula aprendeu a se defender sozinha. Escondeu a sua beleza e o lado feminino para se proteger. É frontal e direta. Fiel ao irmão e a mais ninguém. Mas não é por isso que ela não chama a atenção dele quando ele erra. 
Miki: Micaela é a mais apaixonada, a mais sonhadora e a mais criativa do grupo. Tão criativa, que às vezes mistura a realidade e a ficção. Adora contar histórias aos mais pequenos. E de escrevê-las também. As suas personagens são sempre heróis de capa e espada e donzelas inocentes. À procura de um príncipe encantado, mas ainda nada encontrou.
Vale: Valéria é a mais velha do grupo e a sua passagem pelo Orfanato Demont está chegando ao fim. Quando completar 16 anos terá de sair do orfanato por atingir a faixa etária. Nunca conseguiu ser adotada. Por isso se tornou invejosa e rancorosa, e ainda teve um irmãozinho, mas foram separados pela mãe. Por ser a mais velha acha que não conseguirá ser adotada pelas pessoas que preferem crianças menores e por isso não se dá muito bem com todos. Alia-se sempre a Julieta e Terezinha contra os órfãos.
Pulga: Até a chegada de Mosquito era o líder do grupo. Agora tem um adversário da mesma altura. Mas depois dos primeiros choques vão tornar-se amigos. Pulga é um rapaz simpático que faz sucesso com as garotas apesar de ter um grande medo de água, e faz de tudo para não tomar banho. Esse é o seu maior defeito. É um ser tão apaixonado que às vezes coleciona namoradas, e anda com várias ao mesmo tempo, sem lhes dizer nada, claro.
Josep: Seu nome é Damião, mas todos os chamam de Josep. As crianças se aproveitam do seu ponto fraco: É o mais medroso de todos. Teve uma infância difícil que o marcou para sempre. Daí tem medo de tudo e de todos. No Orfanato Demont encontrou um ambiente estável e acolhedor. Apesar das fúrias de Terezinha, de quem sempre foge.
Luna: Uma menina carinhosa e muito travessa. Escreve a palavra “mamãe” em cada lugar por onde passa, por isso que é fácil descobrir os seus passos pelo orfanato. Tem uma doçura que conquista ao primeiro olhar.É por causa dela que Lili decide que tem de ficar no orfanato Demont. Luana gosta de imaginar que a sua mãe é como Lili, engraçada, travessa e sempre com uma história para contar. 
Nando: Seu nome é Emanuel Fernando, mas no orfanato todos os chamam de Nando. É um brilhante inventor de engenhocas. Sempre sério e racional, gosta de usar palavras difíceis e de mostrar aos adultos que sabe mais que eles. Nando teve uma infância difícil. Esteve durante muito tempo aos cuidados de uma babá, mas teve um acidente. Passou meses no hospital e foi abandonado. 
João Eduardo foi menino de rua e teve de sobreviver sozinho. Depois foi resgatado e enviado para o orfanato. João Eduardo teve pai e mãe, mas foi abandonado por ambos. Também teve uma irmã, mas já não se lembra dela. Do que se lembra é da vida de rua, que o fez rápido nas reações e forte nas convicções. É um terror com bom coração, que adora futebol. Está sempre inventando planos para se livrarem de Terezinha. Gosta de Lili e é capaz de fazer o que for preciso para ajudar um amigo.
Anita foi criada num convento de freiras antes de chegar ao orfanato. Não conheceu os pais. É muito religiosa. Apesar disso participa nas brincadeiras com os outros e também erra. Mas nunca se esquece de pedir perdão ao menino Jesus por alguma coisa que ela tenha feito de errado. O seu sonho era encontrar a mãe.
Francisco: Ele tem sempre alguma coisa para dizer. É um sonhador e um contador de histórias e está sempre usando a criatividade, em que é sempre o herói. No entanto, as suas mentiras são completamente inofensivas e não têm maldade nenhuma. São uma maneira de se esquecer que tem um pai ausente, que nunca quis saber dele. 
Pierre: O último dos Demont não herdou nenhuma das qualidades que fez dos seus antepassados homens de força e respeitados na sociedade. Pelo contrário. Pierre é fraco, pouco inteligente e medroso. A melhor ideia que Pierre teve foi a de fundar o Orfanato Demont para se aproveitar do dinheiro e doações que recebe para o para manter sua família. Ele bem tenta arranjar uma maneira de enriquecer de forma fácil e sem trabalho. Corta os gastos do orfanato, aproveita até mesmo da empregada do orfanato, Terezinha, e coloca ela para trabalhar em sua casa. Mas os planos não estão mais dando certo. 
Julieta, filha de boas famílias, casou com Pierre para ficar com um sobrenome de linhagem nobre, Demont. Mas parece que isso não deu muito certo. Os Demont estavam na falência. Agora Julieta passa os dias relembrando os velhos tempos da riqueza. Isso faz ela se tornar azeda e sempre surge a oportunidade de explorar fortunas alheias. Ela vê o orfanato e os órfãos apenas como um negócio para conseguir dinheiro. Ela quer ter os "roedores"(apelido que deu para os órfãos) longe de sua vista. 
Marcel é a cópia do pai em tudo, menos na inteligência. Onde Pierre falha, Marcel acerta sempre. Malvado e extremamente inteligente está sempre a arranjar planos para enganar os outros. Tem medo dos órfãos mais velhos, mas é craque em manipular os mais novos. Adora o pai e respeita a mãe. Mas odeia a irmã. Só a tolera quando eles se aliam contra os pais. Marcel só quer crescer, para deixar de depender dos familiares e poder ser independente. 
Talita: A pequena princesinha da família imita a mãe em tudo. É arrogante, mimada e insuportável. Faz a vida de Terezinha um inferno com as suas exigências. Detesta os órfãos e está sempre sempre arrumando confusão com eles. Talita tem em gênio o que não tem nem tamanho. Sabe enganar a mãe e a empregada como ninguém e leva sempre a vantagem. 
Terezinha foi criada numa fazenda e sempre soube lidar melhor com os animais do que com as pessoas. É por isso que os seus modos são muitas vezes quase brutais. Nunca se separa da sua varinha e sempre ameaça as crianças com ela. Mas apesar de tudo, Terezinha não é má, por mais rígida e arrogante que seja ainda tem um coração bom que fica reservado para o amor de sua vida. Normalmente é ela quem sofre as consequências dos fracassos de seus patrões.

## Trilha sonora
Título: Chiquititas 24 horas
Lançamento: 2006
Gravadora: EMI
Trilha sonora lançada somente na Argentina.
1. Chiquititas 2006
2. Corazón con Agujeritos
3. Todo Todo
4. Mentiritas
5. Amigas
6. Estoy Loco
7. Hasta Diez
8. Por una Sola Vez
9. 24 horas
10. ¿Dónde estás?
11. Había Una Vez
12. Malíssima
13. Igual a los demas
14. Me Pasan Cosas
15. Volar Mejor

Título: Chiquititas 2008 - 24 horas [não oficial]
Lançamento: 2008¨
Gravadora:EMI
Trilha Sonora Brasileira
1. Chiquititas Já (Abertura)
2. Bruxas Malvadas
3. Estou Louco
4. 24 Horas
5. Onde Estas?
6. Até Dez
7. Que Linda
8. Tudo Tudo
9. Igual Aos Demais
10. Só Por Uma Vez
11. Voar Melhor

## Dublagem no Brasil
O estúdio de dublagem responsável por produzir a versão brasileira da novela foi o extinto Herbert Richers, localizado no Rio de Janeiro.
E uma curiosidade que no elenco da dublagem brasileira está o ator Thiago Farias o intérprete do personagem Gigio da novela Chiquititas Brasil, fazendo a voz do personagem Pulga. 
- Magali/Lili - Izabel Lira
- Kili - Christiano Torreão
- Pierre - Reginaldo Primo
- Julieta - Carla Pompílio
- Mateus - Marcelo Garcia
- Marcel - Erick Bougleux
- Valéria - Teline Carvalho
- Vitor - Maurício Berger
- Bárbara - Christiane Louise
- Mosquito - Ricardinho
- João Eduardo - Alexandre Drummond
- Gerson - Jéssica Marina
- Pulga - Thiago Farias
- Paula - Monique Marques
- Teresinha - Rita Lopes
- Talita - Jéssica Vieira
- Miki - Carina Eiras
- Lúcia - Aline Ghezzi

Canções:
- Estou Louco - Marcia Coutinho e Christiano Torreão
- Me Passam Coisas - Jullie